# 陳伯之
陳伯之（ちん はくし、生没年不詳）は、中国の南北朝時代の軍人。本貫は済陰郡睢陵県。

## 経歴
幼くして膂力があった。13・14歳のとき、好んでカワウソの皮の冠を被り、刺刀を帯びて、隣里の稲の熟すのを伺うと、稲を刈り取って盗んでいた。あるとき稲田の持ち主がこれを見つけると、「楚子、動くな」と叫んだ。伯之は「君の稲は多いのだから、ひとかつぎ分取ったところでどうして困ることがあろうか」と返事した。田の持ち主たちが伯之を捕まえようとすると、伯之は杖を刀に進んで、かれらを刺そうと構え、「楚子はどう決着させようか」といった。田の持ち主たちはみな逃げ出し、伯之は悠々と稲をかついで帰った。伯之は成長すると、鍾離でたびたび強盗を働いていたが、あるとき軍の偵察船に出くわし、船員に切りつけられて、その左耳を奪われた。後に同郷の車騎将軍王広之に従った。伯之は王広之に武勇を愛され、夜ごとにその榻の下に眠り、その征伐に従軍した。
隆昌元年（494年）、斉の安陸王蕭子敬が南兗州刺史となると、自衛のために兵力を増強した。同年（延興元年）、宣城公蕭鸞は王広之を派遣して蕭子敬を討たせることにした。王広之は欧陽に着くと、伯之を先発隊として派遣した。伯之は城門を開かせると、単独で入城して蕭子敬を斬った。さらに戦功を重ねて、冠軍将軍・驃騎司馬となり、魚復県伯に封じられた。
永元2年（500年）2月、水軍で淮水を遡り、寿春に迫った。8月、伯之は豫州刺史に任じられた。北魏の彭城王元勰に肥口で敗れた。12月、蕭衍が東昏侯打倒のために襄陽で起兵した。翌永元3年（501年）、伯之は東昏侯政権により冠軍将軍・豫州刺史のまま仮節・都督前鋒諸軍事の任を受けた。ほどなく平西将軍に転じ、尋陽に拠って蕭衍の東征軍をはばんだ。東征軍により郢城が平定されると、伯之の幢主の蘇隆之が蕭衍に捕らえられた。蘇隆之は蕭衍の命を受けて、伯之に帰順するよう説得した。伯之は蕭衍の戴く和帝政権により安東将軍・江州刺史に任じられた。伯之はその任命を受け入れたものの、なおも東西の政権に両属して情勢を観望していた。蕭衍は伯之の態度が曖昧なのを見抜き、東征軍を尋陽に進駐させ宿営させた。伯之はいったん南湖に退き、その後蕭衍に帰順した。鎮南将軍の号に進められ、東征軍とともに東下した。伯之は籬門に駐屯し、ほどなく西明門に進んだ。
伯之は建康から降伏者が出るたびに、降伏者を呼び出して語り合っていた。蕭衍は伯之がまた寝返ることを恐れて、「城中には卿が江州で降伏したことに激怒して、卿のもとに刺客を送りたがっている者がいると聞く。対応を考えたほうがよい」と耳打ちした。伯之は信じなかったが、たまたま東昏侯の将軍の鄭伯倫が降伏してくると、蕭衍は鄭伯倫を伯之のもとに赴かせ、「城中は卿にたいへんな怒りを抱いており、卿に信書を送って封賞で誘い、卿がまた降伏してきたならば、卿の手足を生きたまま割こうと図っています。卿がもし降伏してこないならば、刺客を派遣して卿を殺そうとしています。厳重に警戒なさったほうがよろしい」と言わせた。伯之は恐怖して、二心を捨てて奮戦し、功績を挙げた。建康が平定されると、伯之は征南将軍の号に進められ、豊城県公に封じられて、江州に帰った。
伯之は文字が読めなかったため、江州の統治は口頭で伝えられたことに肯くばかりだった。伯之は旧友の鄧繕を別駕とし、戴永忠を記室参軍として任用した。褚緭が建康で任用されないことに不満をためこんでいたところ、尚書の范雲と衝突して建康を飛び出し、江州で伯之に仕えることとなった。伯之と同郷の朱龍符が長流参軍となり、伯之が文書行政に疎いのに乗じて江州の刑政を専断した。
天監元年（502年）、武帝（蕭衍）が即位して梁が建国されると、武帝は伯之の子の陳虎牙を伯之のもとに派遣して朱龍符の罪を示して罷免させようとした。さらに武帝は江州別駕の鄧繕を召喚しようとした。伯之はいずれの命令も拒絶した。鄧繕が建康の食糧備蓄が不足していることを指摘して、伯之に離反を勧めた。褚緭や戴永忠らもこれに賛同した。伯之は斉の建安王蕭宝寅につくことを表明し、褚緭が蕭宝寅の書を偽造して同僚たちに示した。5月、伯之は江州で挙兵して反乱を起こし、程元沖を破った。武帝が王茂を反乱討伐に派遣し、足元の江州では豫章郡太守の鄭伯倫が伯之をはばんだため、伯之は両面に敵を受けて江州を捨て、江北に逃亡した。8月、伯之は子の陳虎牙と褚緭を洛陽に派遣して、北魏への帰順を表明した。陳虎牙はそのまま人質として洛陽にとどまった。
北魏の景明4年（503年）、伯之は北魏により持節・都督江郢二州諸軍事・平南将軍・江州刺史に任じられ、曲江県開国公に封じられた。虎牙は冠軍将軍・員外散騎常侍の位を受け、豫寧県開国伯に封じられた。正始元年（504年）、梁の征虜将軍の趙祖悦が東関に拠ると、伯之は進軍して趙祖悦を撃破した。
正始2年（505年）2月、伯之は梁の徐州刺史の昌義之を梁城で撃破した。伯之は光禄大夫の位を受け、陳虎牙は前軍将軍に転じた。梁の臨川王蕭宏が大軍を率いて北伐すると、蕭宏は伯之に私信を送り、帰順を説得した。3月、伯之は8000人を率いて寿陽で梁に帰順した。このため陳虎牙は北魏により殺害された。
伯之は梁により使持節・都督西豫州諸軍事・平北将軍・西豫州刺史となり、永新県侯に封じられた。赴任しないうちに、通直散騎常侍・驍騎将軍とされ、さらに太中大夫とされた。長らくを経て、家で死去した。伯之の子でなおも北魏にいるものがあったという。

## 伝記資料
- 『梁書』巻20 列伝第14
- 『南史』巻61 列伝第51
- 『魏書』巻61 列伝第49